# Villetelle
Villetelle is een gemeente in het Franse departement Hérault (regio Occitanie). De plaats maakt deel uit van het arrondissement Montpellier. Villetelle telde op 1 januari 2022 1.698 inwoners.
In de gemeente bevinden zich de restanten van de Romeinse brug van Ambroix en het fort van Ambroix/Ambrussum.

## Geografie
De oppervlakte van Villetelle bedroeg op 1 januari 2022 5,31 vierkante kilometer; de bevolkingsdichtheid was toen 319,8 inwoners per km².

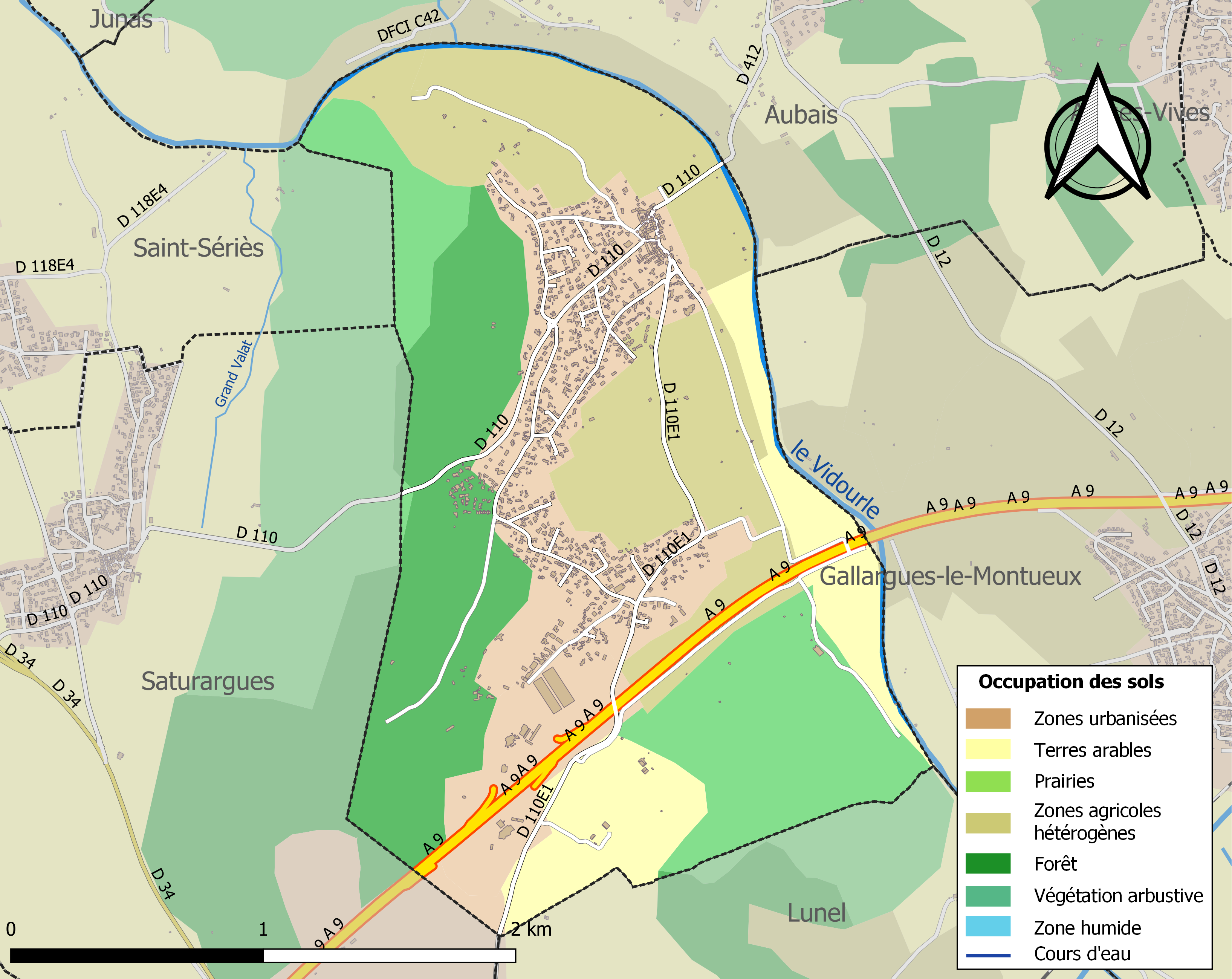
Kaart van de gemeente met belangrijkste infrastructuur, bodemgebruik en omliggende gemeenten

## Demografie
Onderstaande figuur toont het verloop van het inwonertal (bron: INSEE-tellingen).